# 卡福 (維德角)
阿林多·戈梅斯·賽梅多（Arlindo Gomes Semedo、1977年11月17日—），暱稱卡福（Cafú），是一名維德角足球運動員，現效力於葡萄牙足球甲級聯賽的費倫斯體育會。2003至2007年為維德角國家足球隊的成員，他為國家隊攻進過4球。

## 外部連結
- Stats and profile at Zerozero[永久]
- fussballdaten.de：Cafú之統計數據 （德文）
- 卡福在 National-Football-Teams.com 上的出场纪录
- Kicker profile（页面存档备份，存于） （德文）
- Soccerway profile（页面存档备份，存于）